# Донин, Николя
Николя Донин (Donin, Nicholas of La Rochelle, жил в XIII веке) — французский еврей, перешедший в христианство. Из-за его доклада римскому папе Григорию IX о содержании Талмуда в Европе начались гонения на эту книгу.

## Биография
Донин родился в Ла-Рошели,  обучался у раввина Иехиэля, в Париже перешел в христианство.

### Отлучение от иудейской общины (1225)
Он выразил сомнения в истинности Устной Торы (Талмуда) и за это был отлучён от иудейской общины города своим учителем Ихиэлем в 1225 году. Церемония отлучения происходила в присутствии всей общины по всем правилам отлучения.
В течение последующих 10 лет Донин оставался отлучённым, но продолжал придерживаться иудаизма. Постепенно его положение начинает его угнетать. Донин принимает христианство (возможно под влиянием христианских миссионеров) и вступает во францисканский орден.

### Доклад римскому папе (1238)
В 1238 году Донин отправляется в Рим и подаёт римскому папе Григорию IX доклад, в котором в 35 главах выдвигает обвинения против Талмуда. Среди обвинений — сомнение Талмуда в невинности девы Марии, поношение Христа, оскорбления и дискриминационные законы против христиан, аморальное содержание. До доклада Донина содержание Талмуда было плохо известно иерархам католической церкви.
По результатам доклада Григорий IX распорядился изъять все рукописные экземпляры Талмуда у евреев, передать их для изучения францисканским и доминиканским монахам, а в случае подтверждения обвинений Донина — сжечь манускрипты. Хотя указания римского папы были разосланы многим монархам и архиепископам, выполнил их только король Франции Людовик IX.

### Парижский диспут (1240)
В 1240 году в Париже после проведённого расследования, в присутствии короля был организован диспут между Николя Донином и ведущими раввинами Франции — Ихиелем Парижским, Моисеем из Куси, Иудой из Мелена, и Самуилом бен Соломоном из Шато-Тьери.
Донин на диспуте среди прочего обвинял Талмуд в поругании Христа, утверждая, что согласно Талмуду Иисус на том свете варится в кипящих экскрементах. Согласно Донину, в Талмуде якобы сказано, что евреям запрещено оставлять с иноверцами домашних животных, с которыми неевреи могут заняться любовью, так как они предпочитают еврейских животных своим жёнам. Раввины, согласно католическим источникам, признали, что подобные вещи содержатся в Талмуде, однако отрицали, что они относятся к христианам, а также указывали, что в Талмуде сказано об ином Иисусе, нежели тому, которому поклоняются христиане. Однако католический суд счёл доводы раввинов неубедительными.
В 1240 году в Париже по решению суда было сожжено 23 воза рукописных книг Талмуда, изъятых у французских евреев. Раввин Иехиэль написал по этому поводу элегию, в которой жестко заклеймил в стихотворной форме своего бывшего ученика. Вскоре после сожжения Талмуда по северной Франции прокатилась волна погромов против евреев.

### Смертный приговор францисканцев (1287)
В 1287 году, в свете антифранцисканского сочинения, написанного им в 1279 году, Донин был приговорён к смертной казни главой ордена.